# Wegbeprijzing
Wegbeprijzing (Engels: road pricing) is een aantal diverse maatregelen, meestal van overheidswege, om automobilisten te laten betalen voor het gebruik van de weg. Dit en aanvulling of alternatief voor reguliere belasting op het bezit van de auto, zoals de motorrijtuigenbelasting. In Nederland wordt vaak de term rekeningrijden gebruikt als verzamelnaam, maar dat is slechts een van de verschillende vormen van wegbeprijzing, zij het wel de bekendste. Waar in dit artikel automobilisten wordt geschreven, wordt meestal ook motorrijders bedoeld. 

## Doelen
Redenen voor het invoeren van wegbeprijzing kunnen zijn:
- financieren van bouw en onderhoud van wegen, tunnels en bruggen. Zo hebben Frankrijk en Italië een traditie van tolwegen, die privaat onderhouden worden en terugverdiend worden door tolgeld te vragen van de weggebruikers. In Nederland wordt tol slechts geheven op dure bruggen en tunnels totdat deze afbetaald zijn, zoals de Prins Willem-Alexanderbrug tot 1996 en de Westerscheldetunnel tot 2033.
- genereren van algemene overheidsinkomsten. Voorbeeld is het kwartje van Kok in Nederland. Meestal is de opbrengst niet het primaire doel van wegbeprijzing, maar soms wordt een overheid daarvan wel verdacht. Zo denken de Zweden dat het stadbestuur van Gotenburg de plaatselijke congestiebelasting heeft ingevoerd om een treintunnel te financieren.[1]
- buitenlandse automobilisten laten meebetalen aan de weginfrastructuur. Voorbeelden zijn het Autobahnvignette in Zwitserland en de Vignettenpflicht in Oostenrijk. Deze Alpenlanden hebben last van het vele transitverkeer, terwijl de nationale economie daarvan weinig profiteert.
- zwaar vrachtverkeer extra laten meebetalen aan de weginfrastructuur. Wegen hebben namelijk veel meer te lijden van zware vrachtauto's dan van lichte personenauto's en motorfietsen. Voorbeelden van maatregelen zijn LKW-Maut in Duitsland en Viapass in België.
- verminderen van verkeerscongestie op drukke plaatsen en tijden. Voorbeelden van maatregelen zijn de London congestion charge, Electronic Road Pricing in Singapore en de congestieheffing van New York. Nederland heeft veel plannen gehad om de verkeerscongestie met een spitsheffing te bestrijden, zoals rekeningrijden en de kilometerheffing, maar die zijn tot dusver nooit gerealiseerd.
- ontmoedigen van vervuilende en lawaaiige vormen van autogebruik. Vooral grote steden lijden onder luchtvervuiling en geluidshinder door gemotoriseerd wegverkeer. Voorbeelden van maatregelen zijn de London low emission zone en het inmiddels afgeschafte Ecopass in Milaan.

In de laatste twee gevallen probeert de overheid het gedrag van automobilisten te veranderen. Door toepassen van het prijsmechanisme, eventueel met differentiatie van het tarief naar tijd, plaats en milieufactoren, verwacht men dat automobilisten op minder drukke tijden en plaatsen gaan rijden of kiezen voor schonere alternatieven: de fiets, het openbaar vervoer of carpoolen. Uit de praktijkervaringen in Londen en Stockholm is gebleken dat hoge tarieven nodig zijn om verkeerscongestie daadwerkelijk te verminderen. 
In Nederland is veel weerstand tegen verdere verhoging van de autokosten, daarom verwacht de Nederlandse overheid meer van variabilisatie van de autokosten. Uit theoretisch onderzoek blijkt namelijk dat gelijktijdige verlaging van de vaste autokosten en verhoging van de variabele autokosten door wegbeprijzing, kan leiden tot flinke afname van verkeerscongestie, luchtvervuiling en het aantal verkeersdoden, zonder lastenverzwaring voor de gemiddelde automobilist.
Alternatieve maatregelen om het gebruik van de auto te beïnvloeden zijn onder meer carpoolstroken, milieustickers, een restrictief parkeerbeleid, belonen van spitsmijden  en verhandelbare kilometerrechten.

## Vormen
Er zijn verschillende uitvoeringsvormen van wegbeprijzing, die met elkaar gecombineerd kunnen worden:
- brandstofaccijns, een extra belasting die automobilisten moeten betalen bij de aankoop van brandstof. Voor de overheid is dit een eenvoudig en goedkoop middel om automobilisten extra te belasten. Nadeel is dat brandstofprijzen daardoor al gauw hoger worden dan die in omringende landen, waardoor meer autombilisten over de grens gaan tanken, ten nadele van de tankstations in eigen land.
- tolvignetten die automobilisten op hun voertuigen moeten aanbrengen voordat zij bepaalde of alle wegen van een land mogen berijden. Deze vignetten kunnen worden gekocht bij douanekantoren, tankstations, kiosken in het land zelf en daarbuiten via het internet of bij organisaties zoals de ANWB. Vaak is er keuze uit vignetten die tien dagen, een maand en een jaar geldig zijn. Tolvignetten zijn er in verschillende vormen:
  - stickers die op de binnenkant van de voorruit moeten worden geplakt. Controle geschiedt door personeel op plaatsen waar automobilisten toch al moeten stoppen of met mobiele of vaste camera's langs of boven de weg die zowel de vignetten als de kentekens fotograferen. Voordeel van stickers is de relatieve eenvoud voor gebruikers.
  - transponders die achter de voorruit moeten worden aangebracht. Controle geschiedt automatisch door portalen met radiobakens en camera's boven de weg. Voordeel is dat automobilisten eventueel anoniem kunnen blijven.
  - elektronische of digitale vignetten: boekingen via het internet op basis van het kenteken. Controle geschiedt automatisch met camera's langs of boven de weg die kentekens fotograferen. Voordeel is dat men niks op het voertuig hoeft aan te brengen.

In de laatste twee gevallen gaat het eigenlijk om eenvoudige vormen van elektronische tolheffing. Steeds vaker kunnen automobilisten kiezen tussen stickers en  digitale vignetten. 
- fysieke tolheffing, waarbij automobilisten moeten stoppen bij een tolstation om ter plekke te betalen voor het gebruik van een tolweg, tolbrug of toltunnel. Bijna altijd is er een slagboom om te voorkomen dat men doorrijdt zonder te betalen. Voordeel is dat men anoniem met contant geld kan betalen. Nadeel van fysieke tolheffing is dat de tolstations continu bemensd moeten worden, dat vaak grote tolpleinen nodig zijn en dat automobilisten soms lang moeten wachten. Veel tolstations bieden daarom een vlottere doorgang voor automobilisten met een transponder, zoals de Télépéage in Frankrijk.
- elektronische tolheffing, waarbij automobilisten nergens hoeven te stoppen, maar automatisch betalen voor het gebruik van wegen, bruggen en tunnels. De feitelijke betaling kan vooraf, ter plekke of achteraf geschieden. Voordeel van elektronische tolheffing is dat de doorstroming van het verkeer niet of nauwelijks wordt gehinderd. En dat het toltarief gemakkelijk kan worden gedifferentieerd naar tijd en plaats. Nadeel is dat automobilisten eventueel een apparaat in het voertuig moeten (laten) monteren en soms een overeenkomst met de tolorganisatie moeten ondertekenen. Er zijn verschillende varianten:
  - met tolpoorten, waarbij het gebruik wordt geregistreerd door elektronische tolpoorten. Nadeel is dat tolpoorten gemakkelijk kunnen leiden tot sluipverkeer. Elektronische tolpoorten zijn er in varianten: 
    - tolpoorten met alleen camera's die kentekens van alle passerende voertuigen fotograferen. Met behulp van automatische kentekenherkenning worden de voertuigen en hun kentekenhouder geïdentificeerd. Periodiek krijgen de kentekenhouders een rekening toegestuurd. Voordeel hiervan is dat automobilisten geen voertuigapparaat nodig hebben. Nadeel is dat de tolorganisatie inzicht kan krijgen in het reisgedrag van alle automobilisten. Voorbeeld is de Congestion Tax in Stockholm.
    - tolpoorten met camera's en DSRC-bakens die tijdens de passage van een voertuig een eventueel aanwezig voertuigapparaat detecteren. De camera's fotograferen alleen als de elektronische identificatie mislukt is. Periodiek krijgen de kentekenhouders een rekening toegestuurd. Voordeel hiervan is dat automobilisten kunnen volstaan met een relatief eenvoudig apparaat in hun voertuig, zoals een DSRC-transponder. Nadeel is dat kentekenhouders een overeenkomst met de tolorganisatie moeten ondertekenen. Voorbeeld is autoPASS in Noorwegen.
    - tolpoorten met camera's en DSRC-bakens die tijdens de passage van een voertuig een elektronische betaling afhandelen met een chipkaart die in het voertuigapparaat is gestoken. De camera's fotograferen alleen als de betaling mislukt is. Voordeel is dat kentekenhouders eventueel anoniem kunnen blijven. Nadeel is dat het voertuigapparaat zo geavanceerd moet zijn om elektronische betalingen te kunnen afhandelen. Voorbeeld is Electronic Road Pricing in Singapore.

  - zonder tolpoorten, waarbij het weggebruik wordt geregistreerd door apparatuur in het voertuig zelf. Deze gebruiksregistratie wordt periodiek verzonden naar of uitgelezen door de tolorganisatie om de betaling af te handelen. Voordeel hiervan is dat op alle wegen van een land tol kan worden geheven, zonder overal tolpoorten te plaatsen. En dat alle gereden kilometers worden belast, waarbij het toltarief eventueel kan worden gedifferentieerd naar milieufactoren. Nadeel is dat alle voertuigen moeten worden voorzien van een geavanceerd en fraudebestendig voertuigapparaat met een satellietnavigatie-ontvanger en mobiele communicatie-zender. Een voorbeeld is Viapass voor zware vrachtauto's in België.

## Doelgroepen
Wegbeprijzing is in beginsel vaak bedoeld voor al het gemotoriseerde wegverkeer, maar gewoonlijk worden hogere tarieven gehanteerd voor zwaardere voertuigen. Bepaalde voertuigcategorieën worden soms vrijgesteld, meestal betreft dat auto's van hulpdiensten, soms ook motorfietsen en oldtimers. 
Soms proberen overheden alleen specifieke doelgroepen te belasten, vaak gaat het dan om vrachtauto's en bussen, zoals bij Eurovignet. Niet alle doelgroepen laten zich apart behandelen. Zo wilde Duitsland tolvignetten verplicht stellen voor alleen buitenlandse automobilisten. Maar binnen de Europese Unie is deze discriminatie niet toegestaan, daarom is besloten toch alle automobilisten te belasten. In navolging van Zwitserland wilde Oostenrijk aan zijn landsgrenzen het autoverkeer controleren op tolvignetten, maar aan de binnengrenzen van de Europese Unie mogen automobilisten niet worden aangehouden. Daardoor was Oostenrijk aangewezen op controle met camera's in het hele land.
In de Nederlandse plannen voor wegbeprijzing werden buitenlandse automobilisten juist vrijgesteld, omdat zij moeilijk verplicht kunnen worden een voertuigapparaat te installeren in hun auto en wegens de moeizame invordering van verschuldigde bedragen.

## Landelijke plannen in Nederland
Het Nederlandse ministerie van Verkeer en Waterstaat heeft sinds 1989 diverse grootschalige plannen voor wegbeprijzing gehad. Sommige plannen bleven slechts ideeën, andere plannen waren ver ontwikkeld, maar tot invoering is het nooit gekomen, afgezien van Eurovignet voor het vrachtverkeer. Hieronder een overzicht van plannen die de pers hebben gehaald:
- Rekeningrijden I van 1987 tot 1989 onder minister Smit-Kroes.[16] Dit plan werd afgeblazen nadat bleek dat de technologie voor elektronische tolpoorten nog niet zover was ontwikkeld dat deze konden functioneren op drukke snelwegen met meerdere rijstroken.
- Tolheffing van 1990 tot 1991 onder minister Maij-Weggen: op hoofdwegen in  de Randstad zouden 24 tolstations komen waar automobilisten zowel op klassieke wijze bij een tollenaar in een huisje of automatisch achteraf kunnen betalen. De tolpleinen zouden zes tot elf rijstroken breed worden.[17] Dit plan sneuvelde door gebrek aan politieke steun.[18]
- Spitsbijdrage, vaak ook spitsvignet, van 1992 tot 1994 onder minister Maij-Weggen: hierbij zouden automobilisten voor het rijden in de Randstad op hoofdwegen tijdens de ochtendspits 5 gulden moeten betalen, telefonisch of bij een betaalautomaat op parkeerplaatsen en bij benzinestations. Controle zou geschieden met camera's op portalen en mobiele cameraposten langs de weg.[19][20] Dit plan werd afgeblazen onder politieke druk, vooral die van, toen nog kamerlid, Jorritsma.
- Rekeningrijden II van 1994 tot 2001 onder de minister Jorritsma en haar opvolger Netelenbos: hierbij zouden elektronische betaalpoorten worden geplaatst op snelwegen rond de vier grote steden. Het passeren van een betaalpoort tijdens de ochtendspits zou de automobilist 5 gulden gaan kosten bij automatische betaling ter plekke met chipknip of chipper in een zogenaamde autobetaalbox en 7 gulden bij betaling per bankoverschrijving achteraf.[21] Dit plan was dicht bij invoering maar werd toch afgeblazen door minister Netelenbos. Dit gebeurde onder grote maatschappelijke druk, vooral die van de ANWB, en het idee dat een kilometerheffing eerlijker zou zijn.[22]
- Kilometerheffing van 2001 tot 2002 onder minister Netelenbos: automobilisten zouden in heel Nederland per kilometer moeten betalen, waarbij het tarief zou afhangen van plaats, tijd en voertuigkenmerken. Iedere auto zou worden voorzien van een zogenaamde mobimeter, dat alle gereden kilometers zou registreren met behulp van GPS en de verschuldigde bedragen zou doorgeven met behulp van GSM aan een tolorganisatie die periodiek een rekening zou sturen aan de kentekenhouder.[23][24] Dit plan werd afgeblazen door minister De Boer na de val van kabinet-Kok II.
- Kilometerprijs, vaak ook kilometerheffing of rekeningrijden, van 2005 tot 2010 onder de ministers Peijs en Eurlings: een verder uitgewerkte vorm van Kilometerheffing, waarbij de huidige vaste autobelastingen, MRB, BZM en de BPM, zouden worden omgezet naar de kilometerprijs. Er zou een basistarief komen voor elke kilometer gereden in Nederland. Dit tarief zou verschillen per voertuigcategorie: hoe lager de CO2-uitstoot hoe lager het tarief. Voor specifieke trajecten en tijdsvensters zou er bovendien een spitstarief gelden. Dat tarief zou voor alle voertuigen gelijk zijn.[25][26][27][28] Dit plan werd afgeblazen onder politieke druk, vooral van het CDA.[29]

Al deze plannen ontmoetten veel weerstand uit de maatschappij.
Fervente automobilisten vonden dat de auto opnieuw de melkkoe van de overheid dreigde te worden.
Vooral de autolobby stond steeds klaar met kritiek.
Daarnaast leverden privacywaakhonden kritiek dat de technologie voor wegbeprijzing te gemakkelijk kan worden misbruikt ten koste van de privacy van de automobilist.  
Overigens waren de bovengenoemde ministers van Verkeer en Waterstaat niet altijd grote voorstanders van de plannen die op hun ministerie werden ontwikkeld. Oud-ministers lieten zich soms kritisch uit over de plannen van hun opvolgers.
Toch groeit het besef dat een vorm van wegbeprijzing onontkoombaar is, ook binnen de autolobby. 
Volgens een enquête in 2018/2019 is een meerderheid van de Nederlanders voorstander van het betalen per gereden kilometer in plaats van een vast bedrag per auto. Daarbij gaat de voorkeur uit naar een  vast tarief per kilometer, onafhankelijk van plaats, tijd of CO2-uitstoot.